# Malpighia emarginata
Malpighia emarginata, llamada comúnmente acerola, cerecita, manzanita o semeruco, nombre que recibe su fruto, es una especie de la familia Malpighiaceae que crece espontáneamente en América Central, las Antillas y en las zonas tropicales húmedas de Sudamérica. Es apreciado por sus frutos, que tienen un alto contenido de vitamina C, y su uso ornamental. No confundir con la especie Crataegus azarolus, conocida comúnmente como acerolo.

## Descripción

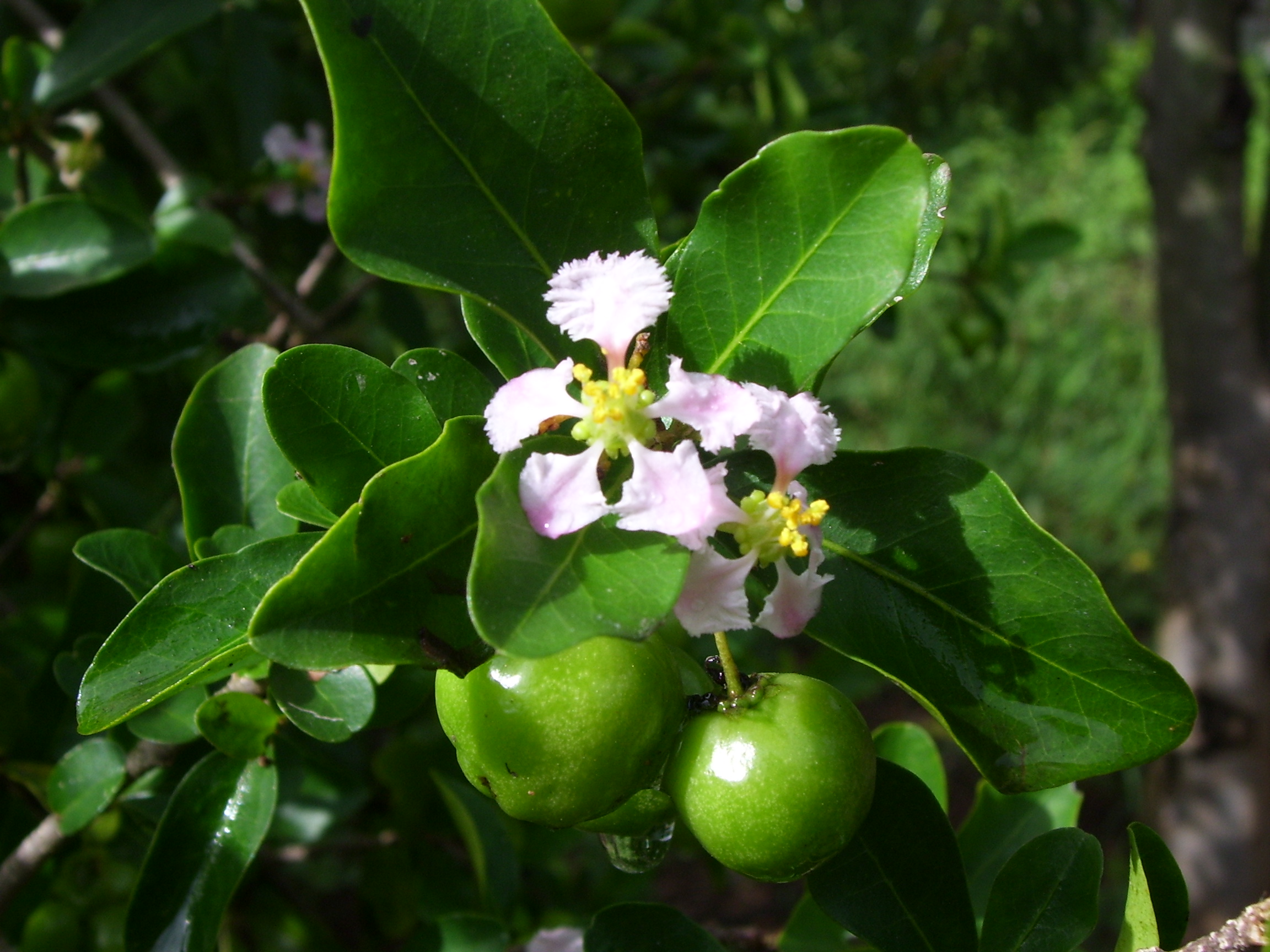
Flor.

Es un arbusto que mide entre 3 y 5 m de altura, de corteza oscura; tiene numerosas ramas, generalmente dirigidas hacia arriba, frágiles y cortas, que en estado silvestre poseen espinas (las especies cultivadas carecen de espinas). Las hojas son simples, enteras y opuestas, cuneiformes en la base que se dividen luego en tres o cinco lóbulos dentados o enteros; pubescentes de color verde obscuro, con ápice agudo o acuminado y pecíolo de 5 a 12 mm de largo. Las flores tienen cinco pétalos que miden entre 12 y 15 mm de longitud y son de color rojo, rosado, lila o algunas veces blanco, en corimbo; por su aspecto se les confunde con otra especie de las rosaceae, la del acerolo (Crataegus azarolus) que es típica de la cuenca del Mediterráneo.
El árbol produce frutos entre sus dos primeros años de vida y fructifica 3 o 4 veces al año, la propagación se da por semilla y por estacas. Entre la principales enfermedades que afectan a la planta se encuentra la antracnosis, lafusariosis, la mancha castaña causada por el hongo Cercospora sp. Las plagas que la atacan con mayor frecuencia son los áfidos o pulgones, la mosca de la fruta, la mosca del mediterráneo y la hormiga arriera.

### Fruto

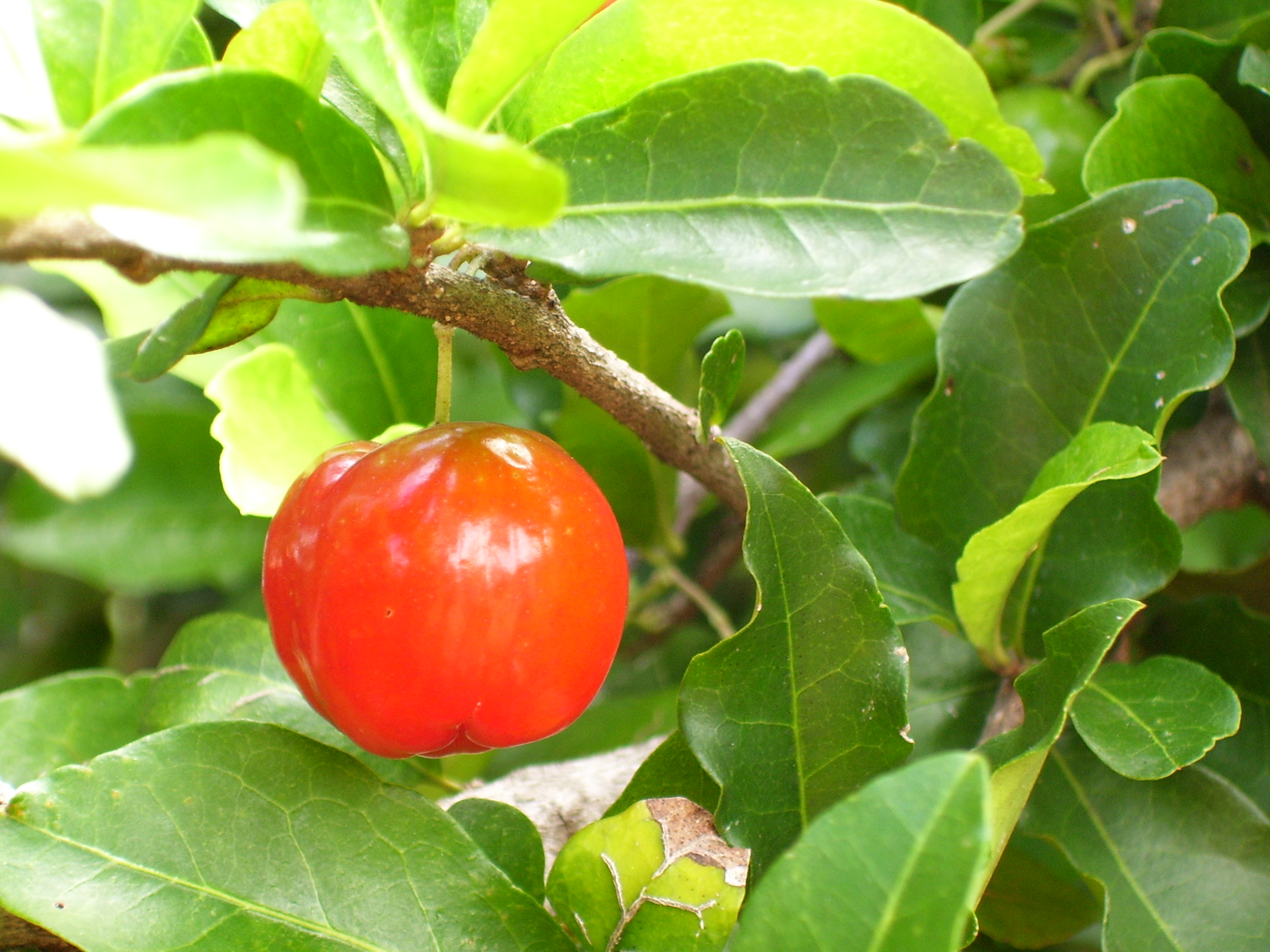
Fruto.

Es redondo con un diámetro de entre 1 a 2 cm y 20 g de peso, de piel lisa, de color rojo o amarillo y, pese a su semejanza externa con la cereza del Viejo Mundo, en su interior presenta gajos y tres carozos apretados muy duros. Es rica en vitamina C, vitamina B6, vitamina B1, vitamina A, flavonoides y minerales esenciales (hierro, calcio, fósforo, potasio, magnesio).
La contextura de la fruta de Malpighia emarginata es jugosa y suave, el gusto -sin el añadido de azúcar- es agridulce-ácido, lo que revela su alto contenido de vitamina C; en efecto es tras el fruto del Terminalia ferdinandiana y el del camu-camu, la fruta comestible con más ácido ascórbico que se conoce. Mientras las naranjas poseen de 500 a 4000 ppm de vitamina C, la fruta de  Malpighia emarginata natural llega a tener entre 16.000 y 172.000 ppm (ppm: parte por millón) es decir de 1000 mg a 2000 mg/100 g. En otras palabras: un fruto de Malpighia emarginata posee entre 20 a 30 veces más vitamina C que una naranja. Es tan acre, y deja la boca tan áspera, que se suele comer cuando ya está muy madura.

## Distribución y hábitat
La planta es originaria de América central y debido a su alta adaptabilidad se distribuye naturalmente desde el sur de Norteamérica hasta Sudamérica. En la actualidad se cultiva en países tropicales y subtropicales como Australia, Cuba, Etiopía, Filipinas, India, Indonesia, Jamaica, Madagascar, Myanmar, Pakistán, Puerto Rico, Sri Lanka, Surinam, Tailandia y Vietnam.
Puede cultivarse desde los 150 hasta los 1100 m s. n. m. Prefiere suelos secos, drenados, arenosos y con exposición al sol, con un pH de entre 5.5 y 6.5,  y no soporta temperaturas inferiores a −1 °C. Tiene raíces poco profundas por lo que no es muy resistente los vientos fuertes. La planta requiere de una temperatura media de 26 °C y entre 1200–1600 mm de precipitación anual y es resistente a las sequías.

## Ecología
Malpighia emarginata es una planta hospedante para las orugas del saltamontes manchado de blanco (Chiomara asychis), el saltamontes de Florida (Ephyriades brunneus) y el saltamontes de bandas marrones (Timochares ruptifasciatus). Las larvas del gorgojo de Malpighia emarginata (Anthonomus macromalus) se alimentan de los frutos, mientras que los adultos consumen las hojas tiernas.

## Taxonomía
Malpighia emarginata fue descrita por Augustin Pyramus de Candolle y publicado en Prodromus Systematis Naturalis Regni Vegetabilis 1: 578. 1824.
Sinonimia
- Malpighia berteroana Spreng.
- Malpighia lanceolata Griseb.
- Malpighia glabra L.[13]
- Malpighia punicifolia L.[13]
- Malpighia punicifolia var. lancifolia Nied.
- Malpighia punicifolia var. obovata Nied.
- Malpighia punicifolia var. vulgaris Nied.
- Malpighia retusa Benth.
- Malpighia umbellata Rose
- Malpighia urens var. lanceolata (Griseb.) Griseb.[12]

## Relación con el ser humano
La planta es apreciada principalmente por su fruto rico en vitamina C, que puede llegar a ser 32 veces más alto que el de la naranja, al que se le considera un alimento con un valor de mercado en aumento.. El arbusto de Malpighia emarginata es utilizado también como un elemento de decoración de interiores en la forma de bonsái, y debido a que también contiene pigmentos como antocianinas y carotenoides, pude usarse como colorante de alimentos.
En varias composiciones de Ali Primera cantautor Venezolano se hace referencia a esta fruta. En una canción de Luis Mariano Rivera interpretada por Gualberto Ibarreto, llamada Cerecita, hace referencia a esta fruta, señalando que recibe el nombre de semeruco en Occidente y cerecita en el Oriente venezolano.

### Historia
Su difusión ocurrió antes de la llegada a América de los europeos, los nativos de las islas de América Central la consumían y la transportaban en sus viajes. Posteriormente la planta llamo la atención de los españoles que la llamaron cereza de Las Indias Occidentales debido a su parecido la cereza europea.
En España su uso culinario se data al menos desde el siglo XVIII, como acredita su aparición en el óleo ‘Bodegón con plato de acerolas, frutas, queso, melero y otros recipientes', expuesto en el Museo del Prado de Madrid, obra de Luis Egidio Meléndez (Nápoles, 1716 - Madrid, 1780). 
Fue introducida en Estados Unidos en Florida en 1880 como árbol ornamental, documentándose en 1903 que sus frutos eran comestibles.

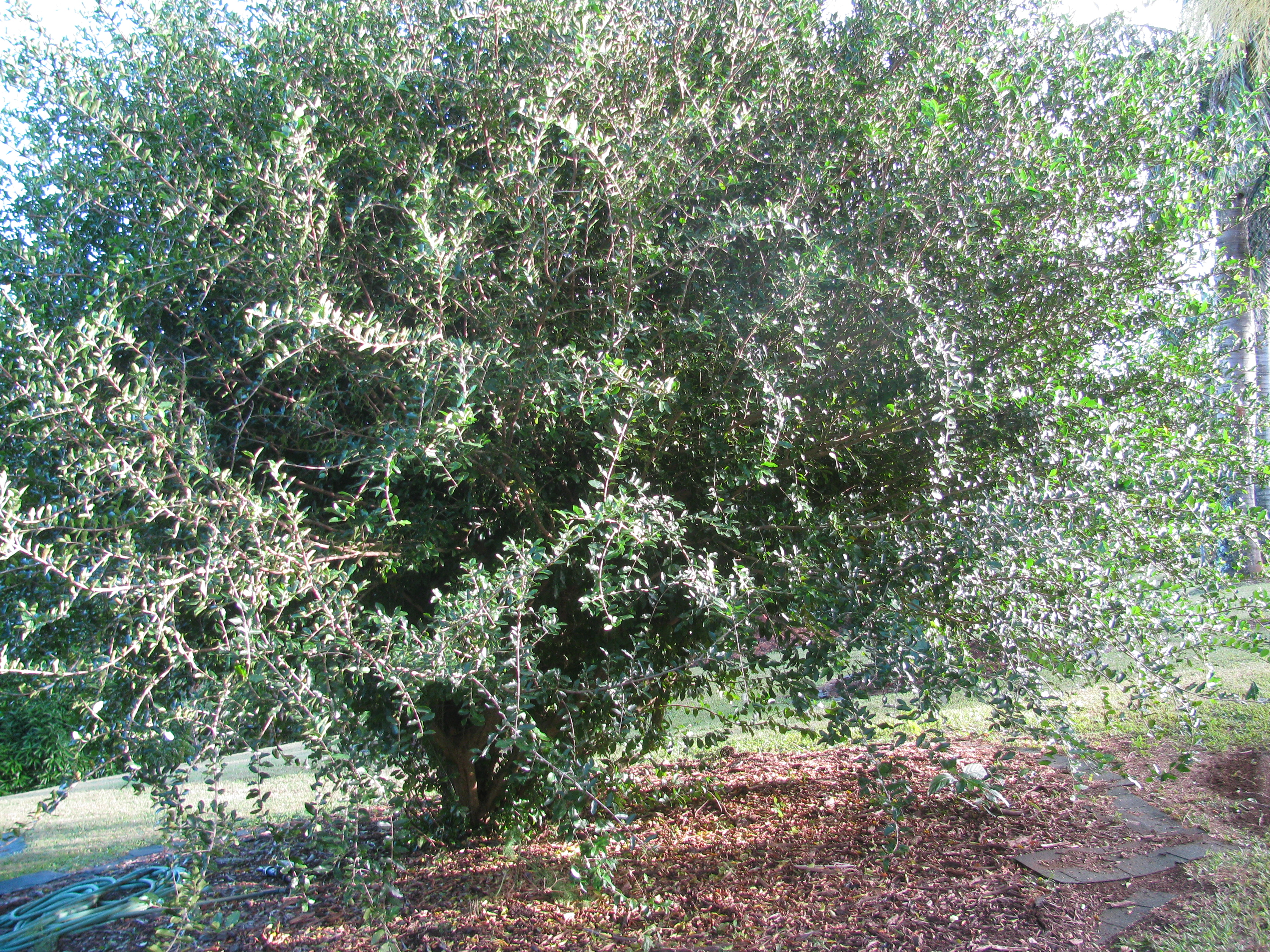
Árbol

En Venezuela, donde es el árbol emblemático de  El tocuyo Estado Lara donde los aborígenes mezclaban con otras fruta y especie y hacían una bebida fuerte, después los colonizadores le agregaron guarapo de la caña para sacar una bebida fermentada parecida al cocuy al destilado le agregaban la cerecita para cortar un poco del sabor amargo y extraer la fructuosa para dar más buqué y el tanino para dar ese color rojizo al cocuy. Hay que hacer notar que el doctor José R. Colmenares Peraza en los años 40 sembró matas en el ingenio del tocuyo por los alrededores para propagar árboles para futuras plantaciones y así recolectar para macerar y extraer para mezclar  un subproducto del bagazo de la caña de azúcar, el alcohol y convertirlo en una bebida espirituosa proyecto que no concluyó.

### Producción y consumo

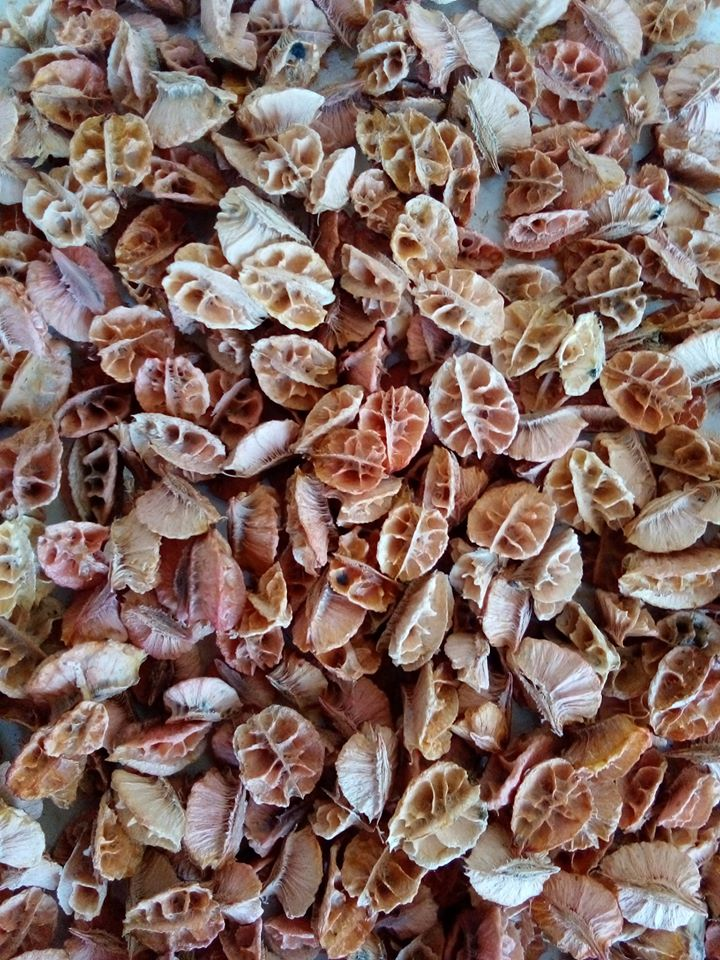
Semillas

Se cultiva principalmente en Colombia, Ecuador, Venezuela ,Paraguay y Brasil siendo este último principal productor, consumidor y exportador de esta fruta. La producción se usa en el mercado agroindustrial para la elaboración de licores, jugos, helados, dulces y en menor medida para la fabricación de productos cosméticos. Brasil y Puerto Rico son grandes productores de acerola, y el jugo de esta es comercializado usualmente en los países intertropicales de América, aunque desde finales del siglo XX se ha difundido, en mayor o menor grado, su consumo en Europa, América del Norte, el Cono Sur etc.           
Antaño existía la tradición de salir en contingentes a campos cercanos para recoger la fruta; actualmente se vende en las calles de algunas ciudades. En Venezuela y República Dominicana se elaboran jaleas y mermeladas de manera artesanal con las frutas del semeruco, que se venden a lo largo de carreteras y pueblos tanto de Oriente como de Occidente. Curiosamente, los dos pueblos principales donde se encuentran a lo largo de la carretera tarros y envases de mermelada y dulce de semeruca o cerecita para la venta, se llaman El Corozo, uno en el Estado Zulia, en la Costa Oriental del Lago y el otro en Monagas, cerca de Maturín (el corozo se refiere a la semilla no comestible de esta y otras frutas).

### Uso medicinal
No existe amplia evidencia médica sobre sus usos, sin embargo Malpighia emarginata es utilizada tradicionalmente en terapias tradicionales para facilitar la recuperación de astenias o de estados de mucha debilidad (por ejemplo los derivados de una hambruna), estrés, fatiga; y para combatir resfriados e infecciones de garganta, también se usa para coadyuvar en el tratamiento de diarreas y problemas hepáticos. La planta es estudiada por sus posibles propiedades como antioxidante, antitumoral y antihiperglucémica.

### Toxicidad
El consumo excesivo de la fruta puede generar efectos adversos debido a su elevada cantidad de vitamina C, algunos síntomas que se producen por su alto consumo son mareos, desmayos, calambres digestivos, diarrea, dolor de cabeza, vómitos, náuseas, aumento de la micción y enrojecimiento de la piel. El consumo excesivo de la fruta por periodos de tiempo prolongados puede provocar cálculos renales y el contacto con la planta y sus hojas puede generar dermatitis de contacto. Las personas alérgicas al látex también pueden presentar alergias a la fruta, y el alto nivel de vitamina C en la fruta puede reducir la efectividad de medicamentos para  el cáncer y otros tratamientos.

### Nombres comunes
Cereza de las Indias Occidentales, cereza de Barbados, cereza de Jamaica o cereza de las Antillas, nombres que recibe por su similitud externa con la cereza. También se le llama cereza colorada, manche o semeruco.
El nombre acerola le fue dado por los conquistadores españoles y proviene del árabe hispánico azza 'rúra, que por su parte deriva del árabe clásico az zūr(ah) y este del siríaco za'rārā que pudiera ser también el etimológico de cereza.
En Venezuela es conocida como semeruco en los estados occidentales como Lara, Falcón y Zulia, mientras que en los orientales como Sucre y Nueva Esparta se le llama cerecita.